# Harald Kahl
Harald Kahl (* 21. Januar 1941 in Sondershausen) ist ein deutscher Politiker (CDU) und ehemaliger Bundestagsabgeordneter.

## Leben
Kahl besuchte die Oberschule in seiner Heimatstadt Sondershausen und machte im Jahr 1960 sein Abitur. Anschließend arbeitete er ein Jahr lang und begann dann sein Chemiestudium an der Friedrich-Schiller-Universität Jena. Im Jahr 1972 promovierte er und arbeitete ein Jahr lang als Laborleiter im Krankenhaus Hildburghausen. Von 1973 an arbeitete er schließlich als Laborleiter im Kreiskrankenhaus Ronneburg, während dieser Zeit wurde er 1980 als Fachchemiker der Medizin anerkannt. Er beendete sein Engagement als Laborleiter 1990, um sich der Politik zuzuwenden.

## Politik
Kahl trat im Jahr 1973 der ostdeutschen CDU bei und arbeitete viele Jahre lang ehrenamtlich im Bezirksvorstand der Partei. Von Januar bis August 1990 war er stellvertretender Landesvorsitzender der CDU in Thüringen und anschließend bis 1994 Präsident der Stadtverordnetenversammlung Ronneburg. Er zog im Jahr 1990 über die Landesliste Thüringen in den Deutschen Bundestag ein, den er erst nach der Bundestagswahl 2002 wieder verließ.